# Mycomya dumeta
Mycomya dumeta är en tvåvingeart som beskrevs av Coher 1959. Mycomya dumeta ingår i släktet Mycomya och familjen svampmyggor. Inga underarter finns listade i Catalogue of Life.